# 脾門

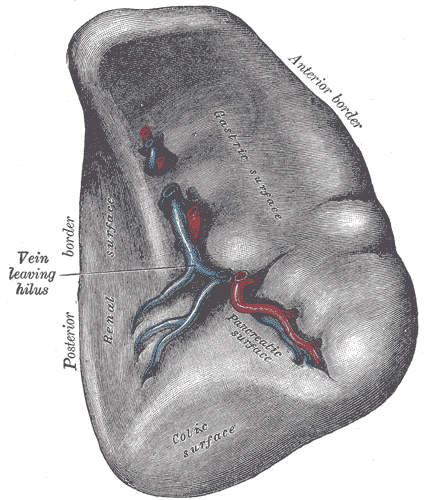

脾門(ひもん、英: splenic hilum)は脾臓の表面に位置する。
脾門は胃脾間膜(en)に接し、脾動脈(en)や脾静脈(en)は脾門を通過する。